# Deutschland Cup 2021
32. ročník hokejového turnaje Deutschland Cup se konal od 11. do 14. listopadu 2021 v Krefeldu. Vyhrála jej hokejová reprezentace Německa.

## Výsledky
| 11. listopadu 2021 16:15 | Slovensko | 7:1 (1:1, 1:0, 5:0) | Švýcarsko | Yayla Arena, Krefeld Návštěvnost: 1 560 |  |

| Přehled | |  |                  |
| 3:00 Dávid Gríger 29:32 Dávid Gríger 46:11 Michal Krištof 57:49 Adrián Holešinský 58:15 Martin Vitaloš 58:42 Samuel Takáč 59:57 Patrik Hrehorčák | 3:00 Dávid Gríger 29:32 Dávid Gríger 46:11 Michal Krištof 57:49 Adrián Holešinský 58:15 Martin Vitaloš 58:42 Samuel Takáč 59:57 Patrik Hrehorčák |  | 12:31 Enzo Corvi |

| 11. listopadu 2021 19:45 | Německo | 4:3 (2:2, 1:0, 1:1) | Rusko B | Yayla Arena, Krefeld Návštěvnost: 1 560 |  |

| Přehled                                                                         |                                                                                 |  |                                                          |
| 9:05 Lean Bergmann 12:52 Yasin Ehliz 27:29 Leonhard Pföderl 41:39 Tobias Rieder | 9:05 Lean Bergmann 12:52 Yasin Ehliz 27:29 Leonhard Pföderl 41:39 Tobias Rieder |  | 7:30 Maxim Grošev 8:10 Maxim Cyplakov 53:11 Maxim Sorkin |

| 13. listopadu 2021 14:30 | Německo | 3:0 (0:0, 1:0, 2:0) | Švýcarsko | Yayla Arena, Krefeld Návštěvnost: 2 678 |  |

| Přehled                                                        |
| 27:13 Tobias Rieder 58:11 Leonhard Pföderl 59:23 Patrick Hager |

| 13. listopadu 2021 18:00 | Rusko B | 1:3 (1:2, 0:0, 0:1) | Slovensko | Yayla Arena, Krefeld Návštěvnost: 2 729 |  |

| Přehled           |                   |  |                                                              |
| 2:38 Roman Byčkov | 2:38 Roman Byčkov |  | 5:53 Samuel Takáč 13:23 Adrián Holešinský 51:40 Samuel Buček |

| 14. listopadu 2021 11:00 | Švýcarsko | 3:2 (0:1, 1:0, 2:1) | Rusko B | Yayla Arena, Krefeld Návštěvnost: 2 172 |  |

| Přehled                                                       |                                                               |  |                                         |
| 35:55 Andres Ambühl 38:18 Sven Andrighetto 58:10 Inti Pestoni | 35:55 Andres Ambühl 38:18 Sven Andrighetto 58:10 Inti Pestoni |  | 19:38 Juri Pautov 29:38 Sergej Gončaruk |

| 14. listopadu 2021 14:30 | Německo | 4:1 (2:0, 1:1, 1:0) | Slovensko | Yayla Arena, Krefeld Návštěvnost: 2 309 |  |

| Přehled                                                                            |                                                                                    |  |                    |
| 0:14 Leonhard Pföderl 5:38 Tobias Rieder 38:43 Dominik Bittner 55:31 Tobias Rieder | 0:14 Leonhard Pföderl 5:38 Tobias Rieder 38:43 Dominik Bittner 55:31 Tobias Rieder |  | 25:50 Samuel Buček |

## Konečná tabulka
| Poř. | Tým       | Z | V | VP | PP | P | Skóre | B |
| ---- | --------- | - | - | -- | -- | - | ----- | - |
| 1.   | Německo   | 3 | 3 | 0  | 0  | 0 | 11:4  | 9 |
| 2.   | Slovensko | 3 | 2 | 0  | 0  | 1 | 11:6  | 6 |
| 3.   | Švýcarsko | 3 | 1 | 0  | 0  | 2 | 4:12  | 3 |
| 4.   | Rusko B   | 3 | 0 | 0  | 0  | 3 | 6:10  | 0 |

## Soupisky týmů
1.  Německo 

Brankáři: Dustin Strahlmeier, Hendrick Hane, Andreas Jenike.

Obránci: Dominik Bittner, Marco Nowak, Kondrad Abeltshauser, Tobias Fohrler, Fabio Wagner, Jonas Müller, Kai Wissmann, Johanness Huss, Torsten Ankert.

Útočníci: Tobias Rieder, Taro Jentzsch, Lucas Dumont, Stefan Loibl, Sebastian Uvira, Alexander Ehl, Yasin Ehliz, Patrick Hager, Lean Bergmann, Manuel Wiederer, Tim Wohlgemuth, Daniel Fischbuch, Leonhard Pföderl, Daniel Pietta, Marcel Noebels, Tobias Eder.

Trenéři: Toni Söderholm, Ilpo Kauhanen, Cory Murphy, Tim Regan.
2.  Slovensko 

Brankáři: Matěj Tomek, Filip Belányi.

Obránci: Dávid Mudrák, Peter Čerešňák, Martin Vitaloš, Mislav Rosandić, Samuel Kňažko, Michal Ivan, Patrik Koch, Daniel Gachulinec.

Útočníci: Filip Mešár, Juraj Šiška, Dávid Gríger, Michal Krištof, Samuel Buček, Filip Krivošík, Miloš Roman, Samuel Takáč, Marek Valach, Jakub Minárik, Patrik Hrehorčák, Pavol Regenda, Adrián Holešinský.

Trenéři: Craig Ramsay, Ján Lašák, Ján Pardavý, Andrej Podkonický.
3.  Švýcarsko 

Brankáři: Philip Wüthrich, Ludovic Waeber, Joren van Pottelberghe.

Obránci: Santeri Alatalo, Yannick Weber, Mirco Müller, Dominik Schlumpf, Elia Riva, Lukas Frick, Ramon Untersander, Roger Karrer.

Útočníci: Andres Ambühl, Luca Fazzini, Inti Pestoni, Alessio Bertaggia, Lino Martschini, Enzo Corvi, Sandro Schmid, Nando Eggenberger, Calvin Thürkauf, Simon Moser, Joël Vermin, Sven Andrighetto, Tyler Moy.

Trenéři: Patrick Fischer, Tommy Albelin.
4.  Rusko 

Brankáři: Andrej Karejev, Artur Achťamov, Alexander Samonov.

Obránci: Alexander Ščemerov, Nikita Sedov, Ivan Rogov, Nikita Sokolov, Arťom Minulin, Juri Pautov, Ilja Morozov, Roman Byčkov.

Útočníci: Kirill Krutov, Artur Tyanulin, Igor Gerskin, Maxim Sorkin, Jegor Bryzgalov, Amir Garajev, Matvej Guskov, Zachar Bardakov, Nikita Dyňak, Ivan Muranov, Sergej Gončaruk, Dmitrij Ovčinnikov, Maxim Grošev, Maxim Cyplakov.

Trenéři: Igor Larionov, Konstantin Gorovikov, Nikolaj Chabibulin, Igor Kravčuk.